# Scalesia baurii
Espèce
Synonymes
- Scalesia baurii var. baurii[2],[3]
- Scalesia baurii var. glabrata B.L.Rob.[2]
- Scalesia hopkinsii B.L.Rob.[2],[3]

Statut de conservation UICN

 VU D2 : Vulnérable
Scalesia baurii est une espèce de plantes à fleurs du genre Scalesia de la famille des Asteraceae endémique des îles Galápagos.

## Liste des sous-espèces
Selon Catalogue of Life (20 septembre 2020) et World Register of Marine Species (20 septembre 2020) :
- sous-espèce Scalesia baurii subsp. bauri
- sous-espèce Scalesia baurii subsp. hopkinsii (B.L.Rob.) Eliasson